# Coupe du Danemark de football 2015-2016
Navigation
Édition précédente Édition suivante
La coupe du Danemark de football 2015-2016 est la 62e édition de la coupe du Danemark de football, organisée par la Fédération danoise de football. Elle prend place du 4 août 2015 au 5 mai 2016. Elle voit le FC Copenhague remporter la compétition pour la septième fois de son histoire.

## Format
52 équipes de la série danoise ou inférieure, les 32 clubs de la 2e division 2013/14, 10 équipes de la 1re division 2014/15 ainsi que les onzième et douzième équipes de la Superliga 2013/14 participent au premier tour.

### Demi-finales aller
| 6 avril 2016 | FC Copenhague (D1) | 1 - 1   | Brøndby IF (D1) | Parken Stadium, Copenhague                        |                                                   |
| 18h00        | 83e Delaney        | (0 - 1) | 27e Pukki       | Spectateurs : 20 611 Arbitrage : Michael Tykgaard | Spectateurs : 20 611 Arbitrage : Michael Tykgaard |
| 18h00        | 18e Delaney        |         | 68e Jakobsen    | Spectateurs : 20 611 Arbitrage : Michael Tykgaard | Spectateurs : 20 611 Arbitrage : Michael Tykgaard |

| 13 avril 2016 | Aalborg BK (D1)              | 0 - 2   | AGF Aarhus (D1)                                | Energi Nord Arena, Aalborg                                 |                                                            |
| 18h00         |                              | (0 - 1) | 22e Bjarnason · 62e Rasmussen                  | Spectateurs : 7 196 Arbitrage : Jørgen Daugbjerg Burchardt | Spectateurs : 7 196 Arbitrage : Jørgen Daugbjerg Burchardt |
| 18h00         | 3e Abildgaard · 88e Børsting |         | 20e Pedersen · 61e Rasmussen · 90+4e Bjarnason | Spectateurs : 7 196 Arbitrage : Jørgen Daugbjerg Burchardt | Spectateurs : 7 196 Arbitrage : Jørgen Daugbjerg Burchardt |

### Demi-finales retour
| 20 avril 2016 | Brøndby IF (D1) | 0 - 1         | FC Copenhague (D1) | Brøndby Stadion, Brøndby                      |                                               |
| 20h00         |                 | (0 - 0)       | 78e Jørgensen      | Spectateurs : 18 005 Arbitrage : Jakob Kehlet | Spectateurs : 18 005 Arbitrage : Jakob Kehlet |
| 20h00         |                 | 82e Johansson |                    | Spectateurs : 18 005 Arbitrage : Jakob Kehlet | Spectateurs : 18 005 Arbitrage : Jakob Kehlet |

| 21 avril 2016 | AGF Aarhus (D1)                         | 2 - 2                                  | Aalborg BK (D1)              | Ceres Park, Aarhus                                |                                                   |
| 20h00         | 56e (csc) K. Petersen · 90+2e Bjarnason | (0 - 1)                                | 27e Enevoldsen · 52e Thomsen | Spectateurs : 14 094 Arbitrage : Peter Kjærsgaard | Spectateurs : 14 094 Arbitrage : Peter Kjærsgaard |
| 20h00         |                                         | 35e Pedersen · 66e Ahlmann · 77e Würtz |                              | Spectateurs : 14 094 Arbitrage : Peter Kjærsgaard | Spectateurs : 14 094 Arbitrage : Peter Kjærsgaard |

#### Finale
| Finale           | AGF Aarhus (D1)                                     | 1 - 2   | FC Copenhague (D1)                         | Parken Stadium, Copenhague                                     |                                                                |
| 5 mai 2016 17h00 | 45+3e Rasmussen                                     | (1 - 1) | 29e Jørgensen · 78e Kvist                  | Spectateurs : 35 828 Arbitrage : Mads-Kristoffer Kristoffersen | Spectateurs : 35 828 Arbitrage : Mads-Kristoffer Kristoffersen |
| 5 mai 2016 17h00 | 45+6e Pedersen · 72e S. Petersen · 89e Khodjaniazov |         | 11e Verbič · 45+6e Delaney · 88e Cornelius | Spectateurs : 35 828 Arbitrage : Mads-Kristoffer Kristoffersen | Spectateurs : 35 828 Arbitrage : Mads-Kristoffer Kristoffersen |